# The Three Tenors in Concert
The Three Tenors in Concert è un album dal vivo di José Carreras, Plácido Domingo e Luciano Pavarotti con il direttore d'orchestra Zubin Mehta. L'album è stato registrato il 7 luglio 1990 a Roma come il primo concerto de I Tre Tenori con l'orchestra del Maggio Musicale Fiorentino e l'Orchestra del Teatro dell'Opera di Roma, alla vigilia della finale di Italia 1990. La registrazione, pubblicata su Decca Classics, ha vinto il Grammy Award per la miglior interpretazione vocale classica nel 1991. 
È l'album classico più venduto di tutti i tempi, raggiungendo la 1ª posizione in Olanda (per quattro settimane), Australia (per due settimane), Regno Unito (per cinque settimane nella Official Albums Chart), Nuova Zelanda (per cinque settimane) e Spagna, 2ª in Austria, 3ª in Germania per due settimane (rimanendo 100 settimane in classifica), 7ª in Svezia, 9ª in Norvegia e 10ª in Svizzera.

## Tracce
1. L'Arlesiana: "È la solita storia" (Lamento di Federico) (Francesco Cilea), José Carreras - Zubin Mehta - Orch. del Maggio Musicale Fiorentino - Orch. del Teatro dell'Opera di Roma
2. L'africana: "Pays merveilleux...O paradis" (Giacomo Meyerbeer), Placido Domingo - Zubin Mehta - Orch. del Maggio Musicale - Orch. del Teatro dell'Opera di Roma
3. Tosca: "Recondita armonia" (Giacomo Puccini), Luciano Pavarotti - Zubin Mehta - Orch. del Maggio Musicale - Orch. del Teatro dell'Opera di Roma
4. Il paese del sorriso: "Dein ist mein ganzes Herz" (Franz Lehár), Placido Domingo
5. Rondine al nido (Vincenzo De Crescenzo), Luciano Pavarotti
6. Core 'ngrato (Riccardo Cordiferro, Salvatore Cardillo), José Carreras
7. Torna a Surriento (Giambattista De Curtis, Ernesto De Curtis), Luciano Pavarotti
8. Granada (Agustín Lara), José Carreras
9. La tabernera del puerto: No puede ser (Pablo Sorozábal), Placido Domingo
10. "Andrea Chénier: "Colpito qui m'avete...Un dì all'azzurro spazio" (Umberto Giordano), José Carreras
11. Tosca: "E lucevan le stelle" (Giacomo Puccini), Placido Domingo
12. Turandot: "Nessun dorma" (Giacomo Puccini), Luciano Pavarotti
13. 'O sole mio (Eduardo Di Capua, Alfredo Mazzucchi, Giovanni Capurro), José Carreras - Placido Domingo - Luciano Pavarotti
14. Turandot: "Nessun dorma" (Giacomo Puccini), José Carreras - Placido Domingo - Luciano Pavarotti

## Classifiche

### Classifiche settimanali
| Classifica (1990) | Posizione massima |
| ----------------- | ----------------- |
| Australia         | 1                 |
| Austria           | 2                 |
| Belgio            | 1                 |
| Danimarca         | 2                 |
| Europa            | 1                 |
| Finlandia         | 5                 |
| Germania          | 3                 |
| Grecia            | 1                 |
| Irlanda           | 1                 |
| Italia            | 2                 |
| Norvegia          | 9                 |
| Nuova Zelanda     | 1                 |
| Paesi Bassi       | 1                 |
| Portogallo        | 2                 |
| Regno Unito       | 1                 |
| Spagna            | 1                 |
| Stati Uniti       | 35                |
| Svezia            | 7                 |
| Svizzera          | 10                |
| Ungheria          | 19                |
| Classifica (2007) | Posizione massima |
| Argentina         | 14                |

### Classifiche di fine anno
| Classifica (1990) | Posizione |
| ----------------- | --------- |
| Australia         | 2         |
| Europa            | 14        |
| Germania          | 49        |
| Italia            | 13        |
| Paesi Bassi       | 13        |
| Regno Unito       | 3         |
| Spagna            | 3         |
| Classifica (1991) | Posizione |
| Australia         | 7         |
| Austria           | 24        |
| Europa            | 17        |
| Germania          | 19        |
| Regno Unito       | 40        |
| Spagna            | 8         |